# 王坊三神庙
王坊三神庙，位于山西省长治市上党区荫城镇王坊村，是一座古建筑，建于明、清。
2016年6月6日，王坊三神庙公布为第五批山西省文物保护单位，古建筑类，编号5-88。